# Schloss Krumbach (Schwaben)

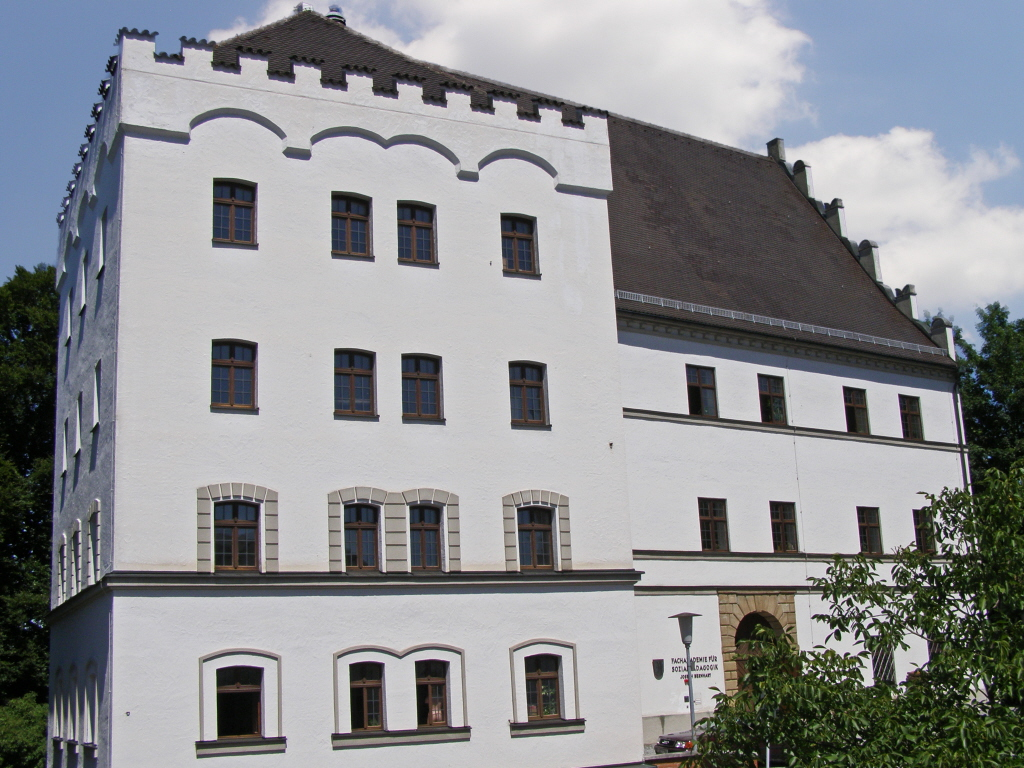
Das Krumbacher Schloss (im Vordergrund die 1835–1840 errichtete Fronfeste, im Hintergrund das eigentliche Schloss)

Das Schloss Krumbach ist ein im Jahr 1530 erbauter dreigeschossiger Renaissancebau in Krumbach im schwäbischen Landkreis Günzburg. Das Schloss und die daneben stehende katholische Stadtpfarrkirche St. Michael, die am nördlichsten Ende des schmalen Höhenrückens zwischen den Tälern der Kammel und des Krumbachs erbaut wurden, prägen die Ortsansicht von Krumbach.

## Geschichte
Die Geschichte des Schlosses reicht bis in das Jahr 1125 zurück. In diesem Jahr wurden die Herren von Krumbach und die Burgstelle, auf der heute das Schloss steht, erstmals erwähnt. In dem Zeitraum zwischen 1213 und 1301 gehörte das Schloss den Markgrafen von Burgau. Nachdem diese ausgestorben waren, gehörte Krumbach, wie die gesamte Markgrafschaft Burgau, über 500 Jahre lang, bis 1805, den Habsburgern, die es mehrmals verpfändeten. Das Schloss war immer der Amtssitz der jeweiligen Lehensträger.
Der heutige Renaissancebau entstand im Jahr 1530 unter dem kaiserlichen Rat Hans Lamparter von Greifenstein. Später ging das Lehen an die Weber von Pisenberg und nochmals später an die Grafen von Liechtenstein-Kastelkorn. Da letztere um das Jahr 1700 Umbauten an dem Schloss vornahmen, wird das Schloss auch oft als Liechtensteinschloss bezeichnet. Diese Umbauten bestanden darin, dass das Innere des Gebäudes barockisiert wurde, beispielsweise die bis heute erhaltenen Stuckdecken stammen aus dieser Zeit.
Nachdem Krumbach im Jahr 1805 bayerisch wurde, sollte das Schloss eigentlich abgerissen werden. Das Schloss blieb jedoch erhalten, weil die Gemeinde das Gebäude vom bayerischen Staat erwarb, um die Schule dort einzurichten, die bis zu diesem Zeitpunkt in dem dafür bereits zu kleinen Fachwerkgebäude am nördlichen Ende der Kirchenstraße untergebracht war. Schließlich beherbergte das ehemalige Schloss die Schule von 1816 bis 1838.
Im Jahr 1837 wurde der Sitz des Landgerichts Ursberg in das Krumbacher Schloss verlegt und entsprechend in Landgericht Krumbach umbenannt. Später wurde aus dem Landgericht Krumbach das Bezirksamt Krumbach und nochmals später, im Jahr 1939, das Landratsamt Krumbach. Bis zur Auflösung des Landkreises Krumbach im Jahr 1972 hatte das Landratsamt seinen Sitz im Krumbacher Schloss. Zu der Zeit, als das Landgericht in das Schloss einzog, in den Jahren 1835 bis 1840, wurde an der Südwestecke des Gebäudes an Stelle des sogenannten Bürgerturms die Fronfeste errichtet, in der – ebenfalls bis 1972 – das Amtsgericht des Landkreises seinen Sitz hatte. Anfangs war in diesem Anbau auch noch ein Gefängnis eingerichtet.
Seit 1975 ist im Schloss die Joseph-Bernhart-Fachakademie für Sozialpädagogik untergebracht. In den beiden vorherigen Jahren 1974/75 erfolgte eine Generalsanierung. Da die Standfestigkeit des Gebäudes für die zukünftige Nutzung nicht ausreichend war, mussten im Zuge der Sanierung umfangreiche Sicherungsmaßnahmen durchgeführt werden.

## Baubeschreibung
Das Krumbacher Schloss ist ein dreigeschossiger Renaissancebau mit einem steilen Satteldach dessen Giebel zinnenbesetzt sind. Die zwischen 1835 und 1840 auf quadratischem Grundriss errichtete Fronfeste mit ihrem Zeltdach hat bei gleicher Traufhöhe fünf Geschosse, da sie im Unterschied zum Schloss nicht mehr auf dem Höhenrücken steht, sondern schon im Tal des Krumbachs. Die ursprüngliche Raumaufteilung im Inneren des Schlosses ist zwar wohl noch erhalten aber von der Ausstattung hat durch die mehrfachen Umbauten außer einigen Stuckdecken fast nichts bis heute überdauert.

## Sonstiges
Der ältere Teil des Krumbacher Stadtparks, der von der Kammel, dem Krumbach und dem Berg begrenzt wird, auf dem das Schloss steht, ist der ehemalige Schlossgarten. Aus diesem Grund wird dieses Gebiet in alten Karten von Krumbach auch als Schlossanger bezeichnet.